# Terralonus versicolor
Terralonus versicolor là một loài nhện trong họ Salticidae.
Loài này thuộc chi Terralonus. Terralonus versicolor được Elizabeth Maria Gifford Peckham & George William Peckham miêu tả năm 1909.